# Filippo (console 348)
Flavio Filippo (latino: Flavius Philippus; fl. 344-351) è stato un politico romano, console dell'Impero e ufficiale sotto l'imperatore Costanzo II.

## Biografia

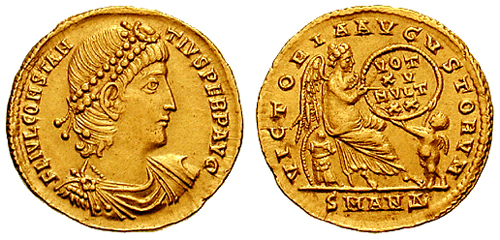
Moneta dell'imperatore Costanzo II. Filippo salì nella considerazione di Costanzo, sino a divenire prefetto del pretorio d'Oriente, forse per l'influenza degli eunuchi di Costanzo.

Figlio di un fabbricante di salsicce, Filippo salì la scala sociale diventando un notarius. Nel 344 divenne prefetto del pretorio d'Oriente per nomina dell'imperatore Costanzo, forse per l'influenza degli eunuchi di corte (in particolare Eusebio); ottenne anche il consolato per l'anno 348.
La sua politica religiosa rispecchiò quella di Costanzo, che era un fervente sostenitore dell'Arianesimo. All'inizio del suo governo deportò il vescovo ortodosso di Costantinopoli, Paolo I, a Tessalonica, sostituendolo con l'ariano Macedonio I; Paolo fu poi giustiziato nel 351 per ordine di Filippo a Cucusus, in Armenia.

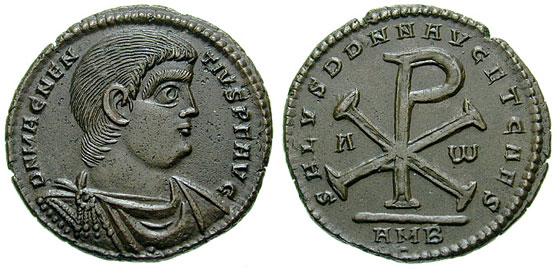
Moneta dell'usurpatore Magnenzio, che tenne prigioniero Filippo fino alla sua morte.

Nel 351, quando Costanzo era impegnato dalla minaccia della ribellione di Magnenzio, Filippo fu inviato al campo ribelle, ufficialmente per negoziare la pace, ma in realtà per informarsi sullo stato di preparazione delle truppe nemiche. Filippo rivolse un discorso all'esercito ribelle, rinfacciando ai soldati la loro ingratitudine verso la dinastia costantiniana e proponendo a Magnenzio di lasciare l'Italia e di tenersi solo la Gallia; fu forse a seguito del suo intervento che un generale di Magnenzio, Claudio Silvano, disertò con i suoi uomini da Costanzo. Dopo la conquista di Siscia, Filippo fu preso prigioniero dall'usurpatore, che lo accusò di aver abusato del proprio status di ambasciatore: ne utilizzò il nome anche per far transitare il proprio esercito sul Sava. Dopo che Costanzo lo privò del rango di prefetto, perché lo sospettava di collusione col nemico, Filippo morì.
In seguito, però, l'imperatore ne riabilitò la memoria, inviando una lettera di lodi al proconsole d'Asia, la quale venne incisa e resa pubblica ad Emesa, e che celebrava Filippo, parentem et amicum nostrum eximium, con l'erezione di statue in tutte le città principali.
Filippo ebbe un figlio, Simplicio, e un nipote, Antemio, anche lui prefetto del pretorio. Tra i suoi discendenti vi fu l'imperatore romano Antemio.

### Fonti primarie
- Libanio, Orationes, xlii, lxxii.
- Zosimo, Historia Nova, ii.46.2-4.

### Fonti secondarie
- John Boardman, The Cambridge Ancient History, Cambridge University Press, 1970,  pp. 20, 171, 353, ISBN 0-521-30200-5.
- John Morris, Arnold Hugh Martin Jones, e John Robert Martindale, The prosopography of the later Roman Empire, Cambridge University Press, 1992,  pp. 696-697, ISBN 0-521-07233-6.